# Paris-Chauny
Paris-Chauny est une course cycliste professionnelle disputée tous les ans au mois de septembre. 
Jusqu'en 2014, elle fait partie du calendrier national de la Fédération française de cyclisme. En 2015, l'épreuve accède au statut d'épreuve de l'UCI Europe Tour en catégorie 1.2.
Depuis 2018, l'épreuve est classée UCI 1.1 et est composée uniquement de coureurs professionnels.
L'épreuve fête son centenaire le dimanche 25 septembre 2022 à l'occasion de la 66e édition. C'est le champion olympique italien Simone Consonni qui gagne au sprint cette édition du centenaire.

## Palmarès
| Année     | Vainqueur              | Deuxième               | Troisième             |
| --------- | ---------------------- | ---------------------- | --------------------- |
| 1922      | Charles Lacquehay      | Henri Pélissier        | Jean Brunier          |
| 1923      | José Pelletier         | Pierre Beffarat        | Marcel Colleu         |
| 1924      | Armand Van de Casteele | Henri Pélissier        | Marcel Goddart        |
| 1925      | Alexis Blanc-Garin     | Hector Martin          | Joseph Leblanc        |
| 1926      | Georges Bridier        | Armand Lenoir          | Charles Fleury        |
| 1927      | Lucien Ghiste          | Camille Muls           | Adam Ray              |
| 1928      | Octave Dayen           | Léon Bessières         | Marcel Duc            |
| 1929      | François Moreels       | 6 coureurs classés 2e  | 6 coureurs classés 2e |
| 1930      | Léon Le Calvez         | François Moreels       | Jean Noret            |
| 1931      | Jean Noret             | Marcel Duc             | M. Brun               |
| 1932      | Philippe Bono          | Jean Noret             | Constant Camus        |
| 1933      | Sauveur Ducazeaux      | Jean Goujon            | Georges Naisse        |
| 1934      | Eugène Greau           | Pierre Janvier         | Albert Carapezzi      |
| 1935-1948 | Non disputée           | Non disputée           | Non disputée          |
| 1949      | Lucien Verdier         | Charles Van Lerberghe  | Jean Mage             |
| 1950      | André Denhez           | Victor Joly            | Simon Hyz             |
| 1951      | Henri Denhez           | André Vagner           | Jean Mage             |
| 1952      | André Henry            | Jean Mage              | Jacques Alix          |
| 1953      | Stanislas Gnoinski     | Jean Vallas            | André Hantute         |
| 1954      | Bernard Daussin        | Ernest Ménage          | Jean Vallas           |
| 1955      | Maurice Munter         | Bernard Daussin        | Matthieu Boulet       |
| 1956      | Pierre Cornilleau      | Maurice Moucheraud     | Gilbert Loof          |
| 1957      | Raymond Mastrotto      | Gilbert Loof           | Victor Ameline        |
| 1958      | Gilbert Loof           | Joseph Wasko           | Pierre Morin          |
| 1959      | Joseph Wasko           | Guy Thomas             | Jacques Rebiffe       |
| 1960      | Valentin Modric        | Michel Prissette       | Jacques Séguin        |
| 1961      | Gilbert Loof           | Raymond Fayard         | Raymond Bralant       |
| 1962-1979 | Non disputée           | Non disputée           | Non disputée          |
| 1980      | Guy Bricnet            | André Fossé            | Patrice Collinet      |
| 1981      | Patrice Collinet       | Jean-Marc Follet       | Bernard Stoessel      |
| 1982      | Claude Saelen          | Bernard Stoessel       | Philippe Miott        |
| 1983      | Piers Hewitt           | Ian Manson             | Franck Pineau         |
| 1984      | Claude Carlin          | Philippe Tesnière      | Jean-Luc Braillon     |
| 1985      | Thierry Casas          | Rusty Lopez            | Daniel Maquet         |
| 1986      | Laurent Masson         | Philippe Brenner       | Patrice Malard        |
| 1987      | Marc Meilleur          | Marc Poncel            | Didier Champion       |
| 1988      | Greg Oravetz           | Jean-Marie Corteggiani | Lawrence Roche        |
| 1989      | Philippe Lauraire      | Claude Carlin          | Jean-Cyril Robin      |
| 1990      | Olaf Lurvik            | Laurent Eudeline       | Jacques Dutailly      |
| 1991      | John Hugues            | Matt Newberry          | Paul Slane (en)       |
| 1992      | Adam Szafron           | Czesław Rajch          | Bruno Thibout         |
| 1993      | Frédéric Pontier       | Emmanuel Mallet        | Ludovic Auger         |
| 1994      | Gordon Fraser          | Édouard Terrier        | Frédéric Gabriel      |
| 1995      | Franck Morelle         | Jean-Claude Thilloy    | Jérôme Leroyer        |
| 1996      | Jean-François Laffillé | Hervé Henriet          | Vincent Templier      |
| 1997      | Florent Brard          | Vincent Klaes          | Arnaud Auguste        |
| 1998      | Jean-Michel Thilloy    | Mickaël Fouland        | Vincent Templier      |
| 1999      | Franck Morelle         | Stéphane Augé          | Jean-Claude Thilloy   |
| 2000      | Miika Hietanen         | Mickael Olejnik        | Sylvain Lajoie        |
| 2001      | Christophe Guillome    | Tony Cavet             | Cédric Loué           |
| 2002      | Aleksei Levdanski      | Mickaël Buffaz         | Shinichi Fukushima    |
| 2003      | Pascal Carlot          | David Pagnier          | Stéphane Pétilleau    |
| 2004-2005 | Non disputée           | Non disputée           | Non disputée          |
| 2006      | Guillaume Lejeune      | Franck Charrier        | Thomas Nosari         |
| 2007      | Tomasz Smoleń          | Mateusz Taciak         | Kévin Lalouette       |
| 2008      | Tony Cavet             | Martial Locatelli      | Mateusz Taciak        |
| 2009      | Benoît Daeninck        | Sander Maasing         | Guillaume Malle       |
| 2010      | Non disputée           | Non disputée           | Non disputée          |
| 2011      | Grégory Barteau        | Mickael Olejnik        | Émilien Clère         |
| 2012      | Gert Jõeäär            | Jimmy Turgis           | Benoît Sinner         |
| 2013      | Benoît Daeninck        | Yann Guyot             | Simon Pellaud         |
| 2014      | Marc Sarreau           | Marc Fournier          | Flavien Dassonville   |
| 2015      | Maxime Vantomme        | Ronan Racault          | Alberto Cecchin       |
| 2016      | Dieter Bouvry          | Anthony Giacoppo       | Kévin Le Cunff        |
| 2017      | Thomas Boudat          | Grégory Habeaux        | Anthony Turgis        |
| 2018      | Ramon Sinkeldam        | Dion Smith             | Quentin Jauregui      |
| 2019      | Anthony Turgis         | Robin Carpenter        | Nans Peters           |
| 2020      | Nacer Bouhanni         | Alexander Krieger      | Danny van Poppel      |
| 2021      | Jasper Philipsen       | Andrea Pasqualon       | Alberto Dainese       |
| 2022      | Simone Consonni        | Dylan Groenewegen      | Jason Tesson          |
| 2023      | Jasper Philipsen       | Jason Tesson           | Paul Penhoët          |
| 2024      | Arnaud Démare          | Paul Penhoët           | Milan Fretin          |